# Revolutionaire Strijd
Revolutionaire Strijd (Grieks: Επαναστατικός Αγώνας, Epanastatikos Agonas) is een extreemlinkse Griekse militante groepering. Revolutionaire Strijd is vooral bekend door aanslagen op gebouwen van de Griekse overheid en een raketaanval op de Amerikaanse ambassade in Athene. Revolutionaire Strijd wordt in Griekenland gezien als terreurorganisatie. De groepering is opgenomen op de Europese terreurlijst.

## Aanslagen
De eerste aanslag van Revolutionaire Strijd dateert uit 2003, op 6 september 2003 voerde de groep een bomaanslag uit op een rechtbank in Athene. In 2004 was het Griekse ministerie van Werkgelegenheid en Sociale Zaken het doelwit, ook werden dat jaar politiebussen bestookt. Op 22 december 2005 publiceerde Revolutionaire Strijd een manifest in het Griekse satirische tijdschrift To Pontiki. In het manifest geeft de groepering uiting aan revolutionaire, anti-globalistische en anti-Amerikaanse sentimenten. Op 12 januari 2007 vond een raketaanval plaats gericht tegen de Amerikaanse ambassade in Athene. Deze aanslag werd opgeëist door een anonieme beller die zei lid te zijn van Revolutionaire Strijd.
Op 25 januari 2007 publiceerde Revolutionaire Strijd wederom een verklaring in To Pontiki, hierin geeft de groep toe de raketaanval op de ambassade gepleegd te hebben. Volgens Revolutionaire Strijd was de aanval een antwoord op 'de criminele strijd tegen het terrorisme dat de VS wereldwijd ontketend heeft'.
Revolutionaire Strijd was ook betrokken bij de Griekse decemberrellen van 2008, de groep claimde een aantal aanslagen, waaronder een granaataanval op een politiebureau te Athene op 2 februari 2009.

## Terroristische organisatie
Revolutionaire Strijd staat sinds 29 juni 2007 op de Europese terreurlijst. Ook de Griekse autoriteiten zien Revolutionaire Strijd als zodanig, volgens de autoriteiten is Revolutionaire Strijd een afsplitsing of voortzetting van de Revolutionaire Organisatie 17 November (Epanastatiki Organosi dekaefta Noemvri).

## Aanslagen op datum
- 5 september, 2003: Bomaanslag op een rechtbank in Athene.
- 5 mei, 2004: Bomaanslag op een politiebureau in Athene.
- 29 oktober, 2004: Bomaanslagen op politiebussen.
- 2 juni, 2005: Bomaanslag op het ministerie van Werkgelegenheid en Sociale Zaken in Athene.
- 12 december, 2005: Bomaanslag op een gebouw van het ministerie van Economische Zaken en Financiën in Athene.
- 30 mei, 2006: Mislukte moordaanslag op Georgios Voulgarakis, de Griekse minister van Cultuur.
- 12 januari, 2007: Raketaanval op de Amerikaanse ambassade in Athene.